# Tomé de Sousa
Tomé de Sousa (Rates, 1503 – 1579) è stato un esploratore e militare portoghese, fu il primo Governatore-Generale del Brasile dal 1549 al 1553, quando era una colonia portoghese.
Era un nobile e un soldato nato a Rates, Póvoa de Varzim. Sousa partecipò in spedizioni militari in Africa, combattendo i Mori e comandò la caracca Conceição verso l'India, parte dell'armada di Fernão de Andrade.

## Sousa in Brasile
Fu l'agente in carica di restaurare l'autorità del Re portoghese in Brasile. Fino a questo punto la colonia sudamericana era stata trascurata dal Portogallo, che stava investendo le proprie risorse nel commercio delle spezie in India. Con il declino del valore delle spezie e la minaccia di espansione spagnola oltre i confini stabiliti, il Portogallo iniziò a intervenire. Sousa stabilì la capitale a Bahia, sulla costa atlantica tra San Paolo e Pernambuco. La nuova capitale sarebbe servita a collegare assieme le dodici capitanerie  esistenti. Pianificò di creare una colonia basata su forti basi militari per proteggere i portoghesi dall'attacco di indios o di altre nazioni. Portò con sé 1000 coloni e soldati, tra cui 400 degrados - uomini banditi dal Portogallo per aver compiuto piccole azioni criminali. Vi erano sei Gesuiti, i primi che giunsero sulla costa orientale del sud america, che convertirono al cristianesimo i nativi e aiutarono il re ad affermare il proprio potere sulle colonie.

## Ritorno in Portogallo
Nel 1552, Sousa pensò che la zona di Rio de Janeiro potesse essere una area potenziale per la creazione di una colonia e nel 1553 ritornò in Portogallo per lavorare al servizio del Re agendo come consigliere riguardo agli affari in Brasile. Sousa creò delle organizzazioni comunali simili a quelle in Portogallo. Oltre a quello riuscì a far eleggere degli ufficiali locali per le capitanerie, rinforzanto zone tattiche lungo la costa per proteggere i cittadini.